# Сверхмарафон Сидней — Мельбурн
Сверхмарафон Сидней — Мельбурн — ежегодный сверхмарафон, проводившийся с 1983 по 1991 год. Его спонсором была Westfield Group, старт давался в торговом центре Уэстфилд Парраматта и финиш в торговом центре Уэстфилд Донкастер (ранее известном как «Doncaster Shoppingtown»).

## История
Мероприятие считалось одним из самых сложных в мире. Его дистанция менялась от 864 км в 1983 году до 1060 км в 1987. В 1983 году его выиграл Клифф Янг, малоизвестный 61-летний фермер и сверхмарафонец из Бич-Форест. Лучшее время показал Янис Курос в 1989 году: 5 дней 2 часа 27 минут (1011 км).
В том году, после побед Куроса с большим преимуществом, ввели гандикап. Все участники стартовали в 11:00, Курос — в 23:00, через 12 часов. На следующий год гандикап был понижен до 8 часов.
Последний забег предусматривал призовой фонд ($ 60 000 за первое место), систему гандикапов и смену трассы. Пробег прекратили проводить, когда Westfield Group отозвала свою поддержку. Анонс на 1992 год предусматривал общий призовой фонд $100 000.

## Результаты
- в скобках места в зачёте женщин/мужчин

### 1983 (864 км)
- Видео

| Место                 | Пол | Спортсмен     | Результат |
| --------------------- | --- | ------------- | --------- |
| 1                     | М   | Клифф Янг     | 5⋮15:04   |
| 2                     | М   | Джордж Пердон | 6⋮01:00   |
| 3                     | М   | Зигфрид Бауэр | 6⋮05:00   |
| Финишировали 6 мужчин |     |               |           |

### 1984 (875 км)
| Место                 | Пол | Спортсмен    | Результат |
| --------------------- | --- | ------------ | --------- |
| 1                     | М   | Джефф Моллой | 6⋮04:02   |
| 2                     | М   | Джон Хьюз    | 6⋮06:00   |
| 3                     | М   | Уол МакКрори | 6⋮16:21   |
| …                     | …   | …            | …         |
| 7                     | М   | Клифф Янг    | 7⋮11:02   |
| Финишировали 9 мужчин |     |              |           |

### 1985 (960 км)
| Место                             | Пол | Спортсмен(-ка)        | Результат |
| --------------------------------- | --- | --------------------- | --------- |
| 1                                 | М   | Янис Курос            | 5⋮05:07   |
| 2                                 | М   | Зигфрид Бауэр         | 6⋮05:46   |
| 3                                 | М   | Брайан Блумер         | 6⋮17:20   |
| …                                 | …   | …                     | …         |
| 7 ()                              | Ж   | Элинор Адамс-Робинсон | 8⋮00:30   |
| 8 ()                              | Ж   | Донна Барбара Хадсон  | 8⋮11:57   |
| 9 ()                              | Ж   | Маргарет Смит         | 8⋮16:28   |
| Финишировали 8 мужчин и 3 женщины |     |                       |           |
| —                                 | М   | Клифф Янг             | DNF       |

1. ↑  сошёл за 385 км до финиша (был 5)

### 1986 (1005 км)
| Место                             | Пол | Спортсмен(-ка)         | Результат |
| --------------------------------- | --- | ---------------------- | --------- |
| 1                                 | М   | Душан Мравлье          | 6⋮12:38   |
| 2                                 | М   | Брайан Блумер          | 7⋮04:53   |
| 3                                 | М   | Патрик Мейк            | 7⋮13:02   |
| 4 ()                              | Ж   | Элинор Адамс-Робинсон  | 7⋮17:58   |
| …                                 | …   | …                      | …         |
| 6 ()                              | Ж   | Донна Барбара Хадсон   | 8⋮06:15   |
| …                                 | …   | …                      | …         |
| 9 ()                              | Ж   | Кристин Баррет         | 8⋮22:30   |
| Финишировали 6 мужчин и 3 женщины |     |                        |           |
| —                                 | М   | Клифф Янг … Янис Курос | DNF       |

1. ↑  121 км (14:00)

### 1987 (1060 км)
| Место                              | Пол | Спортсмен(-ка) | Результат |
| ---------------------------------- | --- | -------------- | --------- |
| 1                                  | М   | Янис Курос     | 5⋮14:47   |
| 2                                  | М   | Патрик Мейк    | 6⋮17:21   |
| 3                                  | М   | Ричард Таут    | 6⋮22:19   |
| …                                  | …   | …              | …         |
| 8 ()                               | Ж   | Синтия Кэмерон | 8⋮10:55   |
| 9 ()                               | Ж   | Мэри Ханудель  | 8⋮12:44   |
| …                                  | …   | …              | …         |
| 16 (14)                            | М   | Клифф Янг      | 9⋮13:17   |
| Финишировали 14 мужчин и 2 женщины |     |                |           |

### 1988 (1016 км)
| Место                               | Пол | Спортсмен(-ка)        | Результат         |
| ----------------------------------- | --- | --------------------- | ----------------- |
| 1                                   | М   | Янис Курос            | 5⋮19:14           |
| 2                                   | М   | Ричард Таут           | 6⋮11:18           |
| 3                                   | М   | Душан Мравлье         | 6⋮14:10           |
| …                                   | …   | …                     | …                 |
| 10 ()                               | Ж   | Элинор Адамс-Робинсон | 6⋮22:05[уточнить] |
| …                                   | …   | …                     | …                 |
| 17 ()                               | Ж   | Сандра Барвик         | 8⋮04:10           |
| Финишировали 21 мужчина и 2 женщины |     |                       |                   |

1. ↑  или 7⋮10:05

### 1989 (1011 км)
| Место                  | Пол | Спортсмен       | Результат |
| ---------------------- | --- | --------------- | --------- |
| 1                      | М   | Янис Курос      | 5⋮02:27   |
| 2                      | М   | Дэвид Стандевен | 5⋮13:55   |
| 3                      | М   | Кевин Мэнселл   | 5⋮22:59   |
| Финишировали 19 мужчин |     |                 |           |

### 1990 (1006 км)
| Место                              | Пол | Спортсмен(-ка) | Результат  |
| ---------------------------------- | --- | -------------- | ---------- |
| 1                                  | М   | Янис Курос     | 5⋮23:55    |
| 2                                  | М   | Брайан Смит    | 6⋮09:45    |
| 3                                  | М   | Питер Квирк    | 6⋮11:40    |
| …                                  | …   | …              | …          |
| 8 ()                               | Ж   | Сандра Барвик  | 7⋮04:46.00 |
| Финишировали 19 мужчин и 1 женщина |     |                |            |

### 1991 (1011 км)
| Место                  | Пол | Спортсмен     | Результат | Гандикап |
| ---------------------- | --- | ------------- | --------- | -------- |
| 1                      | М   | Брайан Смит   | 6⋮12:50   | 24 часа  |
| 2                      | М   | Тони Коллинз  | 7⋮04:17   | 12 часов |
| 3                      | М   | Эндрю Лоу     | 7⋮09:32   | 12 часов |
| 4                      | М   | Морис Тейлор  | 6⋮23:22   | 24 часа  |
| 5                      | М   | Кевин Мэнселл | 7⋮02:26   | 24 часа  |
| Финишировали 11 мужчин |     |               |           |          |